# John Crank
John Crank   (Hindley, 6 de febrer de 1916 - Ruislip, 3 d'octubre de 2006) va ser un matemàtic i físic anglès.
Crank va estudiar matemàtiques a la universitat de Manchester on va ser deixeble de Douglas Hartree i on es va graduar el 1938 i, posteriorment, va rebre un doctorat el 1953. Després de fer recerca militar durant la Segona Guerra Mundial al Laboratori Matemàtic de Cambridge, va treballar des de 1945 fins a 1957 al laboratori de recerca bàsica de la firma tèxtil Courtaulds. Des de 1957 fins a la seva retirada el 1981 va ser professor de la universitat Brunel de Londres.
Crank es va especialitzar en la modelització i anàlisi de problemes de difusió. El seu camp de treball a la indústria va residir en el modelatge i solució numèrica de la difusió de polímers. El 1943, treballant juntament amb Phyllis Nicolson en mètodes de diferències finites per a l'equació de calor dependent del temps, va descobrir que combinant adequadament les substitucions per diferències finites de les derivades espacials de segon ordre en dos passos de temps successius, es produïa un esquema de diferències que era estable per a tots els valors de les mides de pas de temps i espai. Aquest treball es va publicar l'any 1947 i va transformar radicalment el camp de la solució numèrica d'equacions en derivades parcials dependents del temps.